# 寄生虫病
寄生虫病（きせいちゅうびょう：英: parasitic disease）とは、寄生虫によって引き起こされる感染症の総称。多くの寄生虫はそれ自体では疾病を引き起こさない。寄生虫病は植物から哺乳類までほとんど全ての生物で発生し得る。寄生虫病を研究する学問は寄生虫学あるいは寄生虫病学と呼ばれる。
トキソプラズマのようないくつかの寄生虫は直接疾病を引き起こすが、他の原生動物では原生動物が産生する毒素により疾病を引き起こす。
細菌などの生物は寄生生物としての機能を持つが、寄生虫病という単語は一般により限定的な意味で使用される。原虫、蠕虫、外部寄生虫の3つが寄生虫病を引き起こす主要な生物である。

## 引用文献
1. ↑  “About Parasites”. 2008年5月31日閲覧。